# Polyommatus rjabovianus
Polyommatus rjabovianus is een vlinder uit de familie van de Lycaenidae. De wetenschappelijke naam van de soort is voor het eerst gepubliceerd in 1980 door Ahmet Ömer Koçak.

## Ondersoorten
- Polyommatus rjabovianus rjabovianus Koçak, 1980
- Polyommatus rjabovianus masul Lukhtanov, Dantchenko, Vishnevskaya & Saifitdinova, 2015

## Verspreiding
De soort komt voor in Azerbeidzjan en Noord-Iran.